# Kazu I
El Kazu I fue un barco de recreo turístico de 19 toneladas que operaba en la isla de Hokkaido en Japón y que viajaba alrededor de la península de Shiretoko. El barco era operado por la compañía "crucero de placer Shiretoko" (知床遊覧船, Shiretoko Yūransen). La península de Shiretoko, designada Patrimonio de la Humanidad natural en 2005, es un destino popular para observar hielo a la deriva y animales raros.
El barco se hundió el 23 de abril de 2022 con 26 personas a bordo. Se han recuperado catorce cadáveres y doce están desaparecidos. Hasta el 20 de abril de 2023, se habían recuperado 20 cadáveres, 6 siguen desaparecidos; no se han encontrado cuerpos desde agosto de 2022. No se encontraron supervivientes. Al parecer las condiciones climáticas de ese día en el mar no eran buenas, el motor se paró y el buque empezó a inundarse por la proa.

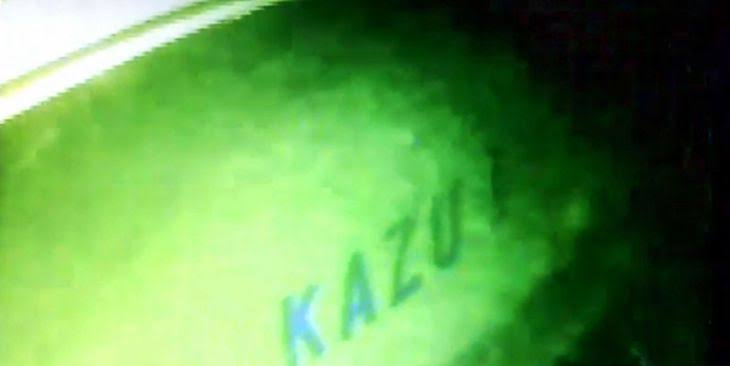
Parte del pecio del buque.